# Villiers-sur-Marne
Villiers-sur-Marne är en kommun i departementet Val-de-Marne i regionen Île-de-France i norra Frankrike. Kommunen ligger i kantonen Villiers-sur-Marne som tillhör arrondissementet Nogent-sur-Marne. År 2022 hade Villiers-sur-Marne 32 547 invånare.
Kommunen är en av de östliga förorterna till Paris ca 14,8 km från Paris centrum.

## Befolkningsutveckling
Antalet invånare i kommunen Villiers-sur-Marne
| Referens: INSEE |